# Drużynowe Mistrzostwa Świata Juniorów na Żużlu 2007
Drużynowe Mistrzostwa Świata Juniorów (DMŚJ) na żużlu – cykl turniejów mających wyłonić najlepszą drużynę narodową (do lat 21) na żużlu.
W sezonie 2007 do rozgrywek zgłosiło się 9 drużyn narodowych. 8 drużyn przystępuje do rywalizacji od dwóch półfinałów (w Poznaniu i Debreczynie). Zwycięzcy półfinałów awansowali do finału (Abensberg), w którym wystąpili także gospodarze finału Niemcy. Stawkę czwórki finalistów uzupełnił zespół, który zdobył więcej punktów spośród zespołów, które zajęły drugie miejsca.
Drużyny składają się z czwórki zawodników i jednego rezerwowego. Zawody odbywały się według tabeli biegowej.
DMŚJ były rozgrywane po raz trzeci – w obu poprzedzających edycjach zwyciężyli Polacy przed Szwedami i Duńczykami.

## Półfinały

### Poznań (1)
- 3 czerwca 2007 (17:30) –  Poznań
- Najlepszy czas dnia uzyskał w biegu nr 7 Troy Batchelor (Australia) – 67,63
- Sędziował:  Kristel Gardel
- Prezydent Jury FIM:  Armando Castagna
- Widzów: 3,5 tys.

| \| Msc \| \| Drużyna / Zawodnik \| Biegi \| Punkty \| \| --- \| ------------------------------------------------------------------------------------------------------- \| ------------------------------------------------------------------- \| ----------- \| ------ \| \| 1 \| \| Polska \| Polska \| 39 \| \| 1 \| (1) Karol Ząbik (2) Paweł Hlib (3) Maciej Piaszczyński (4) Marcin Jędrzejewski (17) Mateusz Szczepaniak \| (3,2,3,3,1) (2,w/u,0,2,3) (2,3,2,3,–) (1,–,0,–,–) (1,3,3,2) \| 12 7 10 1 9 \| \| \| 2 \| \| Dania \| Dania \| 31 \| \| 2 \| (9) Morten Risager (10) Nicolai Klindt (11) Kenneth Hansen (12) Patrick Hougaard (19) Klaus Jakobsen \| (3,3,1,2,0) (2,2,3,0,1) (u4,1,3,2,2) (2,2,d4,1,1) ns \| 9 8 6 ns \| \| \| 3 \| \| Australia \| Australia \| 30 \| \| 3 \| (13) Troy Batchelor (14) Chris Holder (15) Cory Gathercole (16) Robert Ksiezak (20) Trevor Harding \| (1,3,1,u2,2,3) (3,3,3,1,3,3) (u3,0,–,–,–) (0,–,–,–,–) (0,2,2,w/u,0) \| 10 16 0 4 \| \| \| 4 \| \| Rosja \| Rosja \| 20 \| \| 4 \| (5) Kirił Filinow (6) Emil Sajfutdinow (7) Aleksandr Kosolapkin (8) Roman Kantiukov (18) Aleksey Guzaev \| (u4,1,1,1,d4) (3,2,2,2,1,2) (1,1,0,–,1) (1,–,–,0,–) (0,1,0) \| 9 12 3 1 1 \| \| Początkowo w polskim zespole z numerem 3 miał wystąpić Krzysztof Buczkowski, który na tydzień przed zawodami doznał kontuzji (złamanie obojczyka), która uniemożliwiła jego start w zawodach. | Bieg po biegu (Polska:Rosja:Dania:Australia): 1. (68,41) Holder, Hougård, Jędrzejewski, Filinow (d4) 1:0:2:3 2. (68,25) Sajfutdinow, Piaszczyński, Batchelor, Hansen (u4) 3:3:2:4 3. (68,07) Risager, Hlib, Kantiukow, Gathercole (u3) 5:4:5:4 4. (67,75) Ząbik, Klindt, Kosolapkin, Ksiezak 8:5:7:4 5. (68,25) Risager, Sajfutdinow, Szczepaniak, Harding 9:7:10:4 6. (69,28) Piaszczyński, Klindt, Filinow, Gathercole 12:8:12:4 7. (67,63) Batchelor, Hougård, Kosolapkin, Hlib (w/u) 12:9:17:7 8. (67,65) Holder, Ząbik, Hansen, Guzajew 14:9:15:10 9. (68,12) Klindt, Sajfutdinow, Batchelor, Jędrzejewski 14:11:18:11 10. (68,10) Holder, Piaszczyński, Risager, Kosolapkin 16:11:19:14 11. (69,79) Hansen, Harding, Filinow, Hlib 16:12:22:16 12. (68,69) Ząbik, Sajfutdinow, Holder, Hougård 19:14:22:17 13. (68,03) Piaszczyński, Harding, Hougård, Kantiukow 22:14:23:19 14. (68,47) Szczepaniak, Hansen, Guzajew, Harding (w/u) 25:15:25:19 15. (67,66) Holder, Hlib, Sajfutdinow, Klindt 27:16:25:22 16. (69,00) Ząbik, Risager, Kilinow, Batchelor (u2) 30:17:27:22 17. (68,31) Szczepaniak, Batchelor, Hougård, Guzajew 33:17:28:24 18. (69,12) Hlib, Hansen, Kosolapkin, Harding 36:18:30:24 19. (69,44) Batchelor, Szczepaniak, Klindt, Kilinow (d4) 38:18:31:27 20. (68,02) Holder, Sajfutdinow, Ząbik, Risager 39:20:31:30 |                                                                     |             |        |
| Msc | | Drużyna / Zawodnik                                                  | Biegi       | Punkty |
| 1 | | Polska                                                              | Polska      | 39     |
| 1 | (1) Karol Ząbik (2) Paweł Hlib (3) Maciej Piaszczyński (4) Marcin Jędrzejewski (17) Mateusz Szczepaniak | (3,2,3,3,1) (2,w/u,0,2,3) (2,3,2,3,–) (1,–,0,–,–) (1,3,3,2)         | 12 7 10 1 9 |        |
| 2 | | Dania                                                               | Dania       | 31     |
| 2 | (9) Morten Risager (10) Nicolai Klindt (11) Kenneth Hansen (12) Patrick Hougaard (19) Klaus Jakobsen | (3,3,1,2,0) (2,2,3,0,1) (u4,1,3,2,2) (2,2,d4,1,1) ns                | 9 8 6 ns    |        |
| 3 | | Australia                                                           | Australia   | 30     |
| 3 | (13) Troy Batchelor (14) Chris Holder (15) Cory Gathercole (16) Robert Ksiezak (20) Trevor Harding | (1,3,1,u2,2,3) (3,3,3,1,3,3) (u3,0,–,–,–) (0,–,–,–,–) (0,2,2,w/u,0) | 10 16 0 4   |        |
| 4 | | Rosja                                                               | Rosja       | 20     |
| 4 | (5) Kirił Filinow (6) Emil Sajfutdinow (7) Aleksandr Kosolapkin (8) Roman Kantiukov (18) Aleksey Guzaev | (u4,1,1,1,d4) (3,2,2,2,1,2) (1,1,0,–,1) (1,–,–,0,–) (0,1,0)         | 9 12 3 1 1  |        |

### Debreczyn (2)
3 czerwca 2007 (11:00) –  Debreczyn
| \| Msc \| \| Drużyna / Zawodnik \| Biegi \| Punkty \| \| --- \| -------------------------------------------------------------------------------------------------- \| ----------------------------------------------------------- \| --------------- \| ------ \| \| 1 \| \| Wielka Brytania \| Wielka Brytania \| 41 \| \| 1 \| (1) Edward Kennett (2) Lewis Bridger (3) Daniel King (4) James Wright (17) Ben Barker \| (2,3,3,3,–) (3,w,2,2,3) (2,3,2,2,3) (2,2,2,1,1) (0) \| 11 10 12 8 0 \| \| \| 2 \| \| Czechy \| Czechy \| 37 \| \| 2 \| (9) Matěj Kůs (10) Hynek Stichauer (11) Filip Sitera (12) Lubos Tomicek (19) Adam Vandirek \| (u,3,1,2,2) (1,2,1,1,–) (1,2,3,2,2) (3,3,w,3,3,2) ns \| 8 5 10 14 ns \| \| \| 3 \| \| Szwecja \| Szwecja \| 32 \| \| 3 \| (5) Tomas H. Jonasson (6) Ricky Kling (7) Billy Forsberg (8) Simon Gustafsson (18) Robin Törnqvist \| (1,1,–,1,–) (3,1,1,–,w) (3,w,3,3,w,3) (2,–,3,1,–) (1,1,3,1) \| 3 5 12 6 6 \| \| \| 4 \| \| Węgry \| Węgry \| 9 \| \| 4 \| (13) Roland Kovacs (14) Attila Lorincz (15) József Tabaka (16) Tamas Sike (20) brak zawodnika \| (0,2,0,0,0,0) (0,0,0,0,0,1) (1,0,2,0,2,1) (ns,–,–,ns,–) \| 2 1 6 ns \| \| | Bieg po biegu: 1. Tomicek, Wright, Jonasson, Lorincz 2. Kling, King, Sitera, Kovacs 3. Bridger, Gustafsson, Tabaka, Kůs (u) 4. Forsberg, Kennett, Stichauer, Sike (ns) 5. Kůs, Wright, Kling, Lorincz 6. King, Stichauer, Jonasson, Tabaka 7. Tomicek, Kovacs, Forsberg (w), Bridger (w) 8. Kennett, Sitera, Toernqvist, Lorincz 9. Gustafsson, Wright, Stichauer, Kovacs 10. Forsberg, King, Kůs, Lorincz 11. Sitera, Bridger, Toernqvist, Kovacs 12. Kennett, Tabaka, Kling, Tomicek (w) 13. Tomicek, King, Gustafsson, Sike (ns) 14. Forsberg, Sitera, Wright, Tabaka 15. Toernqvist, Bridger, Stichauer, Lorincz 16. Kennett, Kůs, Jonasson, Kovacs 17. Tomicek, Tabaka, Wright, Forsberg 18. Bridger, Kůs, Lorincz, Kling (w) 19. King, Sitera, Toernqvist, Kovacs 20. Forsberg, Tomicek, Tabaka, Barker |                                                             |                 |        |
| Msc | | Drużyna / Zawodnik                                          | Biegi           | Punkty |
| 1 | | Wielka Brytania                                             | Wielka Brytania | 41     |
| 1 | (1) Edward Kennett (2) Lewis Bridger (3) Daniel King (4) James Wright (17) Ben Barker | (2,3,3,3,–) (3,w,2,2,3) (2,3,2,2,3) (2,2,2,1,1) (0)         | 11 10 12 8 0    |        |
| 2 | | Czechy                                                      | Czechy          | 37     |
| 2 | (9) Matěj Kůs (10) Hynek Stichauer (11) Filip Sitera (12) Lubos Tomicek (19) Adam Vandirek | (u,3,1,2,2) (1,2,1,1,–) (1,2,3,2,2) (3,3,w,3,3,2) ns        | 8 5 10 14 ns    |        |
| 3 | | Szwecja                                                     | Szwecja         | 32     |
| 3 | (5) Tomas H. Jonasson (6) Ricky Kling (7) Billy Forsberg (8) Simon Gustafsson (18) Robin Törnqvist | (1,1,–,1,–) (3,1,1,–,w) (3,w,3,3,w,3) (2,–,3,1,–) (1,1,3,1) | 3 5 12 6 6      |        |
| 4 | | Węgry                                                       | Węgry           | 9      |
| 4 | (13) Roland Kovacs (14) Attila Lorincz (15) József Tabaka (16) Tamas Sike (20) brak zawodnika | (0,2,0,0,0,0) (0,0,0,0,0,1) (1,0,2,0,2,1) (ns,–,–,ns,–)     | 2 1 6 ns        |        |

## Finał

### Abensberg
23 września 2007 –  Abensberg
| \| Msc \| \| Drużyna / Zawodnik \| Biegi \| Punkty \| \| --- \| ------------------------------------------------------------------------------- \| ------------------------------------------------------- \| --------------- \| ------ \| \| 1 \| \| Polska \| Polska \| 40 \| \| 1 \| Karol Ząbik Paweł Hlib Krzysztof Buczkowski Mateusz Szczepaniak Adrian Gomólski \| (2,2,2,2,2) (3,w,2,2,3) (2,w,3,3,3) (1,3,1,2,2) \| 10 11 9 ns \| \| \| 2 \| \| Wielka Brytania \| Wielka Brytania \| 36 \| \| 2 \| Edward Kennett Daniel King Lewis Bridger James Wright Josh Auty \| (3,3,3,2,3) (3,d,0,1,1) (3,1,2,3,2) (1,2,0,2,1) \| 14 5 11 6 ns \| \| \| 3 \| \| Czechy \| Czechy \| 30 \| \| 3 \| Luboš Tomíček Filip Šitera Matěj Kůs Hynek Štichauer Martin Gavenda \| (0,3,2,1,0) (0,3,1,3,3,1) (3,1,2,0,3) (0,2,1,1,–) \| 6 11 9 4 ns \| \| \| 4 \| \| Niemcy \| Niemcy \| 13 \| \| 4 \| Tobias Busch Richard Speiser Max Dilger Kevin Wölbert Frank Facher \| (0,w,–,–,–) (1,2,3,0,0,0) (1,1,0,1,1) (2,d,1,0,0) (0,0) \| 0 6 4 3 0 \| \| | Bieg po biegu: 1. Kennett, Wölbert, Szczepaniak, Šitera 2. King, Buczkowski, Dilger, Tomíček 3. Kůs, Hlib, Wright, Busch 4. Bridger, Ząbik, Speiser, Stichaeur 5. Szczepaniak, Štichauer, King (d), Busch (w) 6. Kennett, Speiser, Kůs, Buczkowski (w) 7. Tomíček, Hlib, Bridger, Wölbert (d) 8. Šitera, Wright, Dilger, Ząbik(u) 9. Speiser, Tomíček, Szczepaniak, Wright 10. Buczkowski, Bridger, Šitera, Facher 11. Kennett, Hlib, Štichauer, Dilger 12. Ząbik, Kůs, Wölbert, King 13. Buczkowski, Wright, Štichauer, Wölbert 14. Bridger, Szczepaniak, Dilger, Kůs 15. Šitera, Hlib, King, Speiser 16. Ząbik, Kennett, Tomíček, Speiser (u) 17. Šitera, Szczepaniak, King, Facher 18. Kůs, Hlib, Wright, Wölbert 19. Buczkowski, Bridger, Dilger, Tomíček 20. Kennett, Ząbik, Šitera, Speiser |                                                         |                 |        |
| Msc | | Drużyna / Zawodnik                                      | Biegi           | Punkty |
| 1 | | Polska                                                  | Polska          | 40     |
| 1 | Karol Ząbik Paweł Hlib Krzysztof Buczkowski Mateusz Szczepaniak Adrian Gomólski | (2,2,2,2,2) (3,w,2,2,3) (2,w,3,3,3) (1,3,1,2,2)         | 10 11 9 ns      |        |
| 2 | | Wielka Brytania                                         | Wielka Brytania | 36     |
| 2 | Edward Kennett Daniel King Lewis Bridger James Wright Josh Auty | (3,3,3,2,3) (3,d,0,1,1) (3,1,2,3,2) (1,2,0,2,1)         | 14 5 11 6 ns    |        |
| 3 | | Czechy                                                  | Czechy          | 30     |
| 3 | Luboš Tomíček Filip Šitera Matěj Kůs Hynek Štichauer Martin Gavenda | (0,3,2,1,0) (0,3,1,3,3,1) (3,1,2,0,3) (0,2,1,1,–)       | 6 11 9 4 ns     |        |
| 4 | | Niemcy                                                  | Niemcy          | 13     |
| 4 | Tobias Busch Richard Speiser Max Dilger Kevin Wölbert Frank Facher | (0,w,–,–,–) (1,2,3,0,0,0) (1,1,0,1,1) (2,d,1,0,0) (0,0) | 0 6 4 3 0       |        |